# Mandeiska

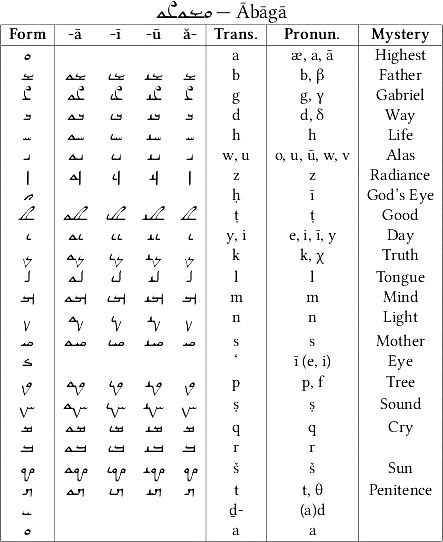
Mandeiska alfabetet.

Mandeiska benämner språket för den mandeiska religionen och den mandeiska etniska gruppen. Det finns dels ett klassiskt mandeiskt språk som används i mandeismens liturgi, dels ett nyarameiskt mandeiskt språk. Språket är semitiskt men har många persiska lånord.